# Азотемија
Азотемија (од грч. речи azoton = азот, и haima = крв ) или уремија један је од метаболичких поремећаја, који се карактерише накупљањем азотних једињења (урее) у крви, због брзог губљења бубрежне функције у неколико дана или недеља. Најчешће је последица тежих повреда, болести или хируршког захвата, а понекад и брзих прогресивних примарних нефропатија (гломерулонефритис, пијелонефритис, нефросклероза). Азотемија је један од редовних пратилаца и карактеристика акутне и хроничне бубрежне инсуфицијенције, без обзира на узрок који је изазвао. За разлику од акутне, хронична бубрежна инсуфицијенција (ХБИ) је вишегодишњи процес у коме азотемија може дуго остати недијагностикована.
До значајног накупљања азотних материја у крви, и појаве азотемије, долази тек у фази када је већ изгубљено око 60% бубрежне функције или у трећем степену хроничне бубрежне инсуфицијенције. Дијагноза се заснива на лабораторијским тестовима бубрежне функције, укључујући креатинин у серуму, индекс бубрежног застоја и седимент мокраће. Друге методе дијагностика потребн асу за утврђивање узрока азотемије. Како у току развоја азотемије постепено долази и до нарушавања нутритивног статуса, настаје један од облика малнутриције, која се може јавити код 44% болесника са азотемијом, пре одласка на дијализу.
Лечење је усмерено на узрок, али укључује и хидроелектролитску контролу, корекцију исхране а неретко и дијализу.

## Основне поставке
- Уреа или карбамид је органско једињење које је по структури диамид угљене киселине, а може се сматрати и диамидом карбаминске киселине.
- Уреа у процесу метаболизма настаје као је крајњи продукт разградње беланчевина у јетри у тзв. циклусу урее.
- Нормалне вредности урее у крви су: 2,8 — 7,2 mmol/l
- Организам синтетише уреу из амонијака, једног од продукта разградње беленчевина, а увек је, као и остале азотне материје, излучује преко бубрега мокраћом, у количини од 30 грама за 24 часа. Количина излучене урее је већа ако је исхрана богатија беланчевинама.
- Азотемија или уремија представља гомилање азотних једињења у крви због поремећене функционалне способносте бубрега, а може бити и снижена код дуготрајног гладовања и тешких оштећења јетре.[3]

## Етиопатогенеза
Узроци акутне бубрежне инсуфицијенције (АБИ) могу се поделити у; пребубрежне (пререналне), бубрежне (реналне) и послебубрежне (постреналне). Сви ови облици АБИ карактеришу се порастаом креатинина и уреје у серуму, који прате поремећаји метаболизма течности и електролита. Након појаве азотемије (уремије) у организму се ремети процес згрушавање крви, што може довести до појаве перикардитиса. Излучивање мокраће може бити различито и зависи од врсте и узрока АБИ.

### Пребубрежна азотемија
Овај облик азотемије последица је недовољне перфузије бубрега. Главни узроци су снижење ванћелијског волумена и кардиоваскуларне болести. Пребубрежна стања су одговорна за 50-80% АБИ, и у начелу не доводе до трајних оштећења бубрега јер су углавном реверзибилне, осим у случају тешке хипоперфузије са исхемијом тубула. Хипоперфузија у другом здравом бубрега узрокује повећану реапсорпцију натријума и воде олигурији и високу осмолалност мокраће уз ниску натриурију

### Бубрежна азотемија
Бубрежна азотмија у АБИ је примарна болест или повреде бубрега (продужена исхемија и нефротоксиемија, укључујући и интравенске јодне радиоконтрасте). У овој АБИ процесом су захваћени гломерули, тубули или интерстицијум. Болест гломерула снижава гломеруларну филтрацију и повећава пермеабилност гломеруларних капилара за протеине; што може бити запаљењске природе (гломерулонефритис) или последица исхемије (васкулитиса). Тубули су оштећени исхемијом и зачепљени ћелијским отпадом, талогом беланчевина и кристала, што доводи до отока ћелијског интерстицијума. У даљем току болести смањује се реапсорпција натријума, и његове вредности расту у мокраћи, што је један од показатеља у постављању дијагнозе. Запаљење интерстицијума (нефритис) обично је одраз имунолошко или алергијског поремећаја.

### Послебубрежна азотемија
Овај облик азотемије или опструктивне нефропатије, последица је различитих облика зачепљења (опструкције) у сабирним и изводним путевима мокраћног система. Јавља се у 5-10% случајева. Зачепљење се може формирати и у каналићима због снижавања кристалног или беланчевинастог садржаја. Тај облик АБИ обично спада у постбубрежне јер је механизам опструктивни. Заустављен проток ултрафилтрата у тубулима или у дисталнијим деловима повећава притисак у Бовмановој капсули и снижава вредност гломеруларног филтрата. Зачепљење ремети и проток кроз бубреге: који се у почетку повећава због пораста притисак у капиларима гломерула због пада отпора у аферентној артериоле, да би након 3-4 часо проток смањио толико, да је након 24 часа, од нормалних вредности, мањи од 50%, због повећаног отпора у бубрежним крвним судовима. Реноваскуларна резистенција се нормализује тек недељу дана након прекида 24 часовног зачепљења. Да би се развила значајна азотемија, зачепљење уретера мора бити обострана (изузев ако не постоји само један). Зачепљење излаза из бешике највероватније је водећи узрок изненадног, често потпуног престанка лучења мокраће код мушкараца.

## Клиничка слика
У почетној фази болести обично се уочава пораст телесне тежини уз периферне отоке, а водећи знаци су последица основне болести или хируршког захвата, који је покренуо инсуфицијенцију бубрега.
Како азотемија расте, јављају се први симптоми уремије; анорексије, мучнине и повраћања, малаксалост, миоклонични грчеви, конвулзија и коматозног стања. Прегледом се може утврдити хиперрефлексија и лепршави тремор.
Као пратећи клинички знаци јавља се уремијски перикардитис болови у грудима, перикардно трење или знаци тампонаде срца.
Накупљање течности у плућима парти диспнеја и аускултацијски налаз крепитација изнад срчане кесе.
Друге промене зависе од узрока азотемије. Тако нпр. код гломерулонефритис или миоглобинурији мокраћа има боју кока коле. Код застоја (опструкције) мокраћовода може се палпирати растегнута и увећана мокраћна бешика.

## Дијагноза
На акутну бубрежну инсуфицијенцију (АИБ) се сумња ако се констатује пад измокравања и пораст азотемије. Следећим дијагностичким тестовима; утврђује се врста АБИ и тражи узрок; прегледом у крви комплетна крвна слика, уреја, креатинин и електролити и мокраћи одређивањем концентрација натријума и креатинина уз микроскопски преглед седимента.
- Прогресивни пораст серумског креатинина је дијагностички податак за АБИ. Креатинин се повећава брзином до 180 μmol/L (2 mg/дан), зависно о стварању (које је сразмерно мршавој телесној маси) и укупној телесној води. Пораст већи од180 μmol/L/дан говори за хиперпродукцију због рабдомиолизе.
- Уреа може расти брзином 3,6-7,1 mmol/L/дан (10-20 mg/dl/дан), али су налази непоуздани јер је уреја неретко повишена због убрзане разградње беланчевина након хируршког захвата, трауме, примене кортикостероида, опекотина, трансфузијских реакција или унутрашњег крварења.
- При брзом порасту креатинина, 24 часовно скупљање мокраће за његов клиренс као и разне једначине постаје непоуздано и не треба их користити за процену гломеруларне филтрације (јер је пораст креатинина одложена функција пада гломеруларне филтрације бубрега).

| Врста         | UOsm  | UNa  | FeNa | BUN  |
| ------------- | ----- | ---- | ---- | ---- |
| Пребубрежна   | > 500 | < 10 | < 1% | > 20 |
| Бубрежна      | < 350 | > 20 | > 2% | < 15 |
| Послебубрежна | < 350 | > 40 | > 4% | > 15 |

Други лабораторијски налази су прогресивна ацидоза, хиперкалијемија, хипонатремија и анемија.
- Ацидоза је обично умерена, с HCO3 у плазми од 15 до 20 mmol/L.
- Калијемија расте полако, међутиме код убрзаног катаболизма зна да попрасте и за 1-2 mmol/дан.
- Хипонатремија је обично умерена (125- 135 mmol/L) и зависи од вишка воде.
- Крвна слика показује нормоцитну и нормохромну анемију, са HTC 25-30%.
- Хипокалцијемија је честа, а код миоглобинуричног облика АБИ чак и дубока, услед депоновања калцијума у некротичним мишићима, смањеног стварања калцитриола и резистенције кости на паратироидни хормон.
- Током опоравка од АИБ може се јавити и хиперкалцемија јер се кортикално стварање калцитриола повећава, кост почиње одговарати на паратироидни хормон и мобилишу се депозити калцијума из оштећених ткива.

## Терапија
Ургентне мере
Прво што треба урадити је сместити болесника у јединицу интензивне неге.
- Едем плућа лечи се давањем кисеоника, вазодилататорима (нитроглицерин) и диуретицима (чији учинак може изостати у АБИ).[11]
- Кориговати хиперкалијемију, инфузијом 10 ml 10% калцијум глуконата, 50 g глукозе и 5-10 ј. инсулина.[12]
- Хемодијализа или хемофилтрација спроводе се кад се тешки електролитски поремећаји не могу поправити на други начин (нпр калијум већи од 6,0 mmol/L), кад едем плућа или метаболичка ацидоза не одговарају на фармакотерапију, или кад се јаве симптоми уремије (уремијско повраћање, енцефалопатија, перикардитис или конвулзије). Уреа и креатинин вероватно нису најбољи показатељи за укључивање дијализе при АБИ. Код асимптоматских болесника који нису директно угрожени, посебно ако се очекује побољшање бубрежне функције, дијализа се може одложити до појаве симптома, чиме се избегава увођење централног венског катетера и пратећих компликација.

Опште мере
У опште терапијске мере спада:
- Изостављају се нефротоксичних лекови, а онима који се излучују преко бубрега подешава се дозирање (дигоксин, неки антибиотици итд), при чему су корисни подаци о њиховим серумским концентрацијама.
- Дневни унос воде се ограничава на волумен мокраће излучене претходног дана, увећан за ванбубрежне губитке (повраћање) и за 500-1.000 ml/дан за неприметне губитке. Давање воде се додатно смањује код хипонатремија или повећава код хипернатремија. Добитак на тежини указује на вишак течности, унос воде се не смањује ако је натријемија нормална, већ се дијетом ограничава унос натријума.
- Унос натријума и калијума смањује са на најмању могућу меру, осим код присутног недостатка или губљења гастроинтестиналним путем.
- Код неких болесника, понекад се драматично повећава диурезе након прекида опструкције физиолошким одговором на експанзију ванћелијског волумена током опструкције па не компромитује волуменски статус. Међутим, полиурија праћена излучивањем великих количина натријума, калијума, магнезијума и других растворених материја може узроковати хипокалијемију, хипонатријемију, хипернатријемију, хипомагнезијемију и битно смањење ванћелијског волумена са колапсом крвних судова. У тој, постолигуричној фази необично је важно стално праћење равнотеже течности и електролита. Преревно давање воде и соли након решења опструкције може продужити обилну диурезу. Кад се јави постолигурична диуреза, надокнада од око 75% излучене мокраће са 0,45% раствором натријум хлорида спречава пад волумена и склоност претераном губитку слободне воде, а истовремено омогућава елиминисање сувишка волумена ако је томе узрок полиурија.

Трајни катетер у бешици је ретко неопходан и поставља се само по потреби јер је оптерећен високим ризиком уринарних инфекција и уросепсе.
Исхрана
Начин исхране може значајно утицати на корекцију азотемије, али и друге пратеће поремећаје или превенцију компликација хроничне бубрежне инсуфицијенције (шећерна болест, хипертензија, анемија, обољење костију, кардиоваскуларне компликације и догађаји, итд). Доказано је да се корекцијама у исхрани и бољом регулацијом гликемије и крвног притиска, развој ХБИ може успорити. Такође одржавање адекватног нутритивног статуса је важно за добру прогнозу и када се оболели подвргне хемодијализи или трансплантацији бубрега.
Дијета мора бити са дневним уносом беланчевина од 0,8-1,0 g/kg. Ако је спречена перорална исхрана иде се на парентералну, али код АИБ на тај начин изразито расту ризици преоптерећења волумена, хиперосмолалности и инфекције.
Соли калцијума (карбонат, ацетат) или синтетички фосфати без калцијума могу се узети пре јела, јер помажу у одржавању PO4 < 1,78 mmol/L (<5 mg/dl). За одржавање калијемије < 6 mmol/L без дијализе, кроз чмар се даје натријум полистирен сулфонат (катјонска измењивачки смола), 15 g, 1-4 пута на дан у облику суспензије у води или у сирупу (нпр. 70% сорбитол).

## Превенција
Бројним мерама превенције може се спречити АБИ одржавањем равнотеже течности, волумена крви и крвног притиска код болесника са повредама, опекотинама, обимним крварењима или код оних који се подвргавају већем хируршком захвату.
Понекад је довољна инфузија физиолошког раствора или трансфузија крви. Ако је потребно додатно потпора крвном притиску, долази у обзир примена допамина, 1-3 μg kg/min интравенски; мада повећавање бубрежног протока и излучивање мокраће, нема доказа да може сузбити АБИ.
На почетном отказа бубрега фуросемид, 40-80 mg интравенски, може успоставити нормалну диурезу или олигоурични облик АБИ претворити у неолигурични;. тиме се не побољшава прогноза, али је зато контрола промета течности и електролита лакша код неолигуричног облика АБИ.